# 오필자형수입법

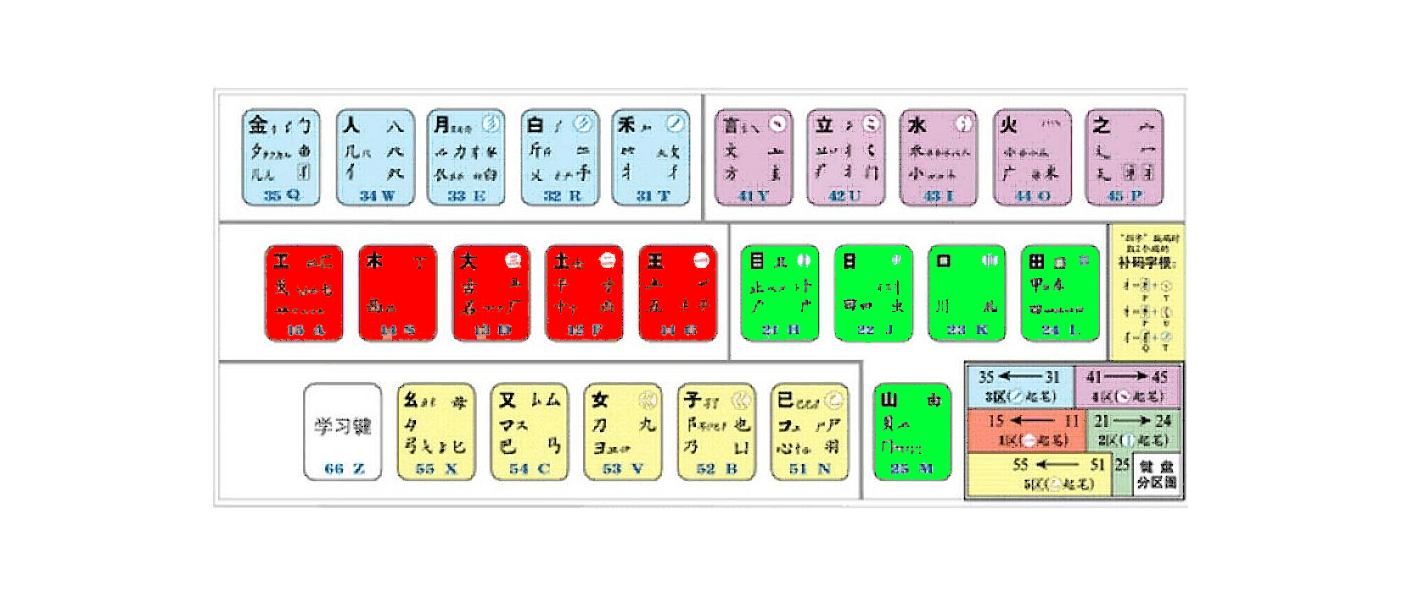
오필 신세기판 안내도

오필자형수입법(五筆字型輸入法), 약칭 오필(五笔)은 1983년 8월 왕융민(王永民)이 발명한 한자 입력법이다. 중국어 입력기는 여러 가지 방법이 있지만, 기본적으로 한자의 발음과 자형을 기본으로 한다. 오필자형은 스트로크 및 글자 기능을 기반으로 한자를 인코딩하는 데 사용되는 일반적인 모양 코드 입력 방법입니다. 오필자형은 완전히 필획과 자형의 특징에 근거하여 한자를 부호화한, 전형적인 부호 입력법이다.
오필자형수입법은 주로 간체 중국어를 사용하는 중국 대륙에서 쓰이며, 과거에 병음수입법의 단점인 심한 중복 문자에 대해, 오필입력은 가장 편리한 선택이었다. 그러나, 스마트 병음의 발흥과 함께, 병음 입력법의 자연적인 "숙달이 필요없는" 특성상,(한어병음을 숙달한 사용자의 경우, 별도의 연습이 거의 필요 없다.) 전문적으로 숙달될어야 능숙하게 사용할 수 있는 오필수입법은 애플리케이션 수에서 이미 우세를 갖추지 못했다. 그러나 극단적으로 낮은 중복코드 비율로 인해, 오필의 입력 속도를 보장하면서 여전히 선두를 달리고 있으므로, 대다수의 전문가들은 지금도 여전히 오필자형을 사용한다.

## 자근
오필 자근(字根, 자형 입력 방식의 중국어 입력기에서 문자의 최소 구성요소)은 오필수입법의 기본 단위이며, 86판은 234개의 자근을 사용하고, 98판은 259개의 자근을 사용하고, 신세기판은 226개의 자근을 사용한다.

## 오필의 한자 구조 및 자형
한자를 구성하는 기본 자근의 위치 관계에 따라 네 가지 유형으로 나눌 수 있다.
- 单：기본 자근 자체가 한자가 된다. 이런 경우  단어에 키 이름이 포함된다. 예: 口、木、竹 등.
- 散：그것은 한자를 구성하는 기본자근 사이에 일정한 거리가 유지 될 수 있다. 예: 汉、湘、结、别、安、意等。
- 连：단일 획으로 기본자근을 구성한다. 예: “丿”와 “目”으로 “自”을 이룬다.
- 交：몇몇 기본자근의 교회법 후에 형성된 한자를 참조한다. 예:“申”은 “日”과“丨”로 구성되며, “夷”는 “一”과“弓”과“人”으로 구성딘다.

오필에서 한자 분류는 좌우형, 상하형과, 잡합(杂合)형 한자로 나뉜다.

## 코드 추출 원리

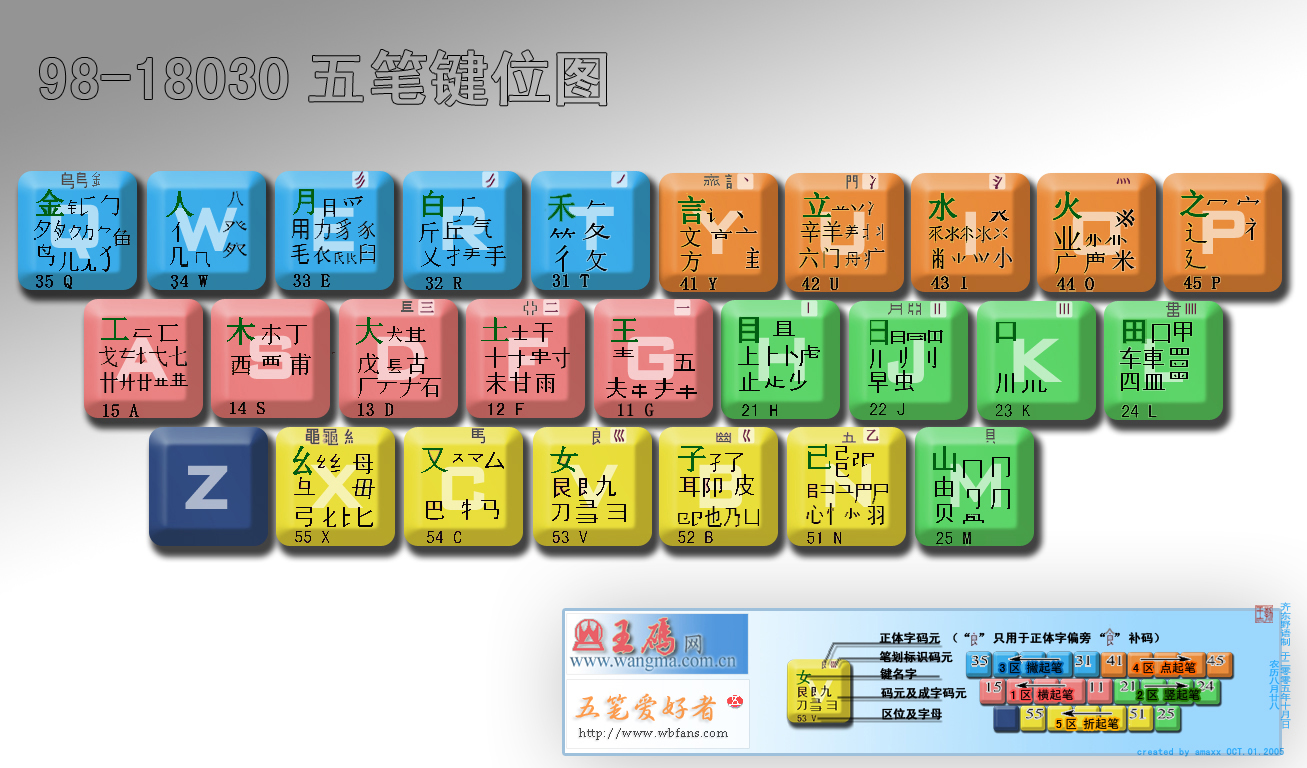
오필98판 안내도

오필자형은 필획에 따라 5개 구역으로 나뉜다.
- 가로(横), 또는 끔(提)「一」 : GFDSA키에 배치
- 세로(竖)「丨」 : HJKLM키에 배치
- 삐침(撇)「丿」 : TREWQ키에 배치
- 파임(捺, 또는 점(点)「丶」 : YUIOP키에 배치
- 꺽음(折)「フ」 : NBVCX키에 배치

자근(字根) 또는 코드(码元)는 25자의 자모 키(즉, 표준 QWERTY 키보드, Z 제외)에 분산되어 있다. 기호는 길이가 최대 4개에서 최소 1개까지 있다.
2006년 12월, 왕융민(王永民)은 이것을 바탕으로 6개의 코드와 “오른손 규칙——앞4 끝1(右手法则——前四末一)”코드 입력 방법을 기반으로 디지털 코드를 연구했다.

### 키 명칭
키 명칭은 각 키의 왼쪽 위 모서리에 표시된 흑체자근(黑体字根)을 나타내며, 이들은 빈도가 높은 단어로, 그 형태에 대표적인 자근이 하나씩 있고, 이들 중 대다수는 중국어 문자 자체를 이룬다. 이들을 입력할때 연속으로 4번씩 누른다. (예: 王(왕) 입력시: "11 11 11 11 (GGGG)"

### 성자자근
각 키 위치에는, 키 이름 자근(字根) 외에 여러 다른 숫자 및 다른 자근이 있으며, 그 일부는 중국어 문자 그 자체를 이루며, 이를 성자자근(成字字根)이라 부른다.
입력 방법 : 키 이름 코드 + 첫 획 코드 + 둘째 획 코드 + 끝 획 코드 (단어에 2개의 획이있는 경우 스페이스바로 끝)
86판 오필자형
- 1구 가로첫획(1区横起笔)　11G 王旁青头戋（兼）五一  12F 土士二干十寸雨  13D 大犬三（羊）古石厂  14S 木丁西  15A 工戈草头右框七
- 2구 세로첫획(2区竖起笔)　21H 目具上止卜虎皮  22J 日早两竖与虫依  23K 口与川，字根稀  24L 田甲方框四车力  25M 山由贝，下框几
- 3구 삐침첫획(3区撇起笔)　31T 禾竹一撇双人立，反文条头共三一  32R 白手看头三二斤  33E 月彡（衫）乃用家衣底  34W 人和八，三四里  35Q 金勺缺点无尾鱼，犬旁留儿一点夕，氏无七（妻）
- 4구 점첫획(4区点起笔)　41Y 言文方广在四一，高头一捺谁人去  42U 立辛两点六门疒（病）  43I 水旁兴头小倒立  44O 火业头，四点米  45P 之字军盖道建底，摘礻（示）衤（衣）
- 5구 꺾음첫획(5区折起笔)　51N 已半巳满不出己，左框折尸心和羽  52B 子耳了也框向上  53V 女刀九臼山朝西  54C 又巴马，丢矢矣  55X 慈母无心弓和匕，幼无力

98판 오필자형
- 1구 가로첫획　11 G 王旁青头五夫一　12 F 土干十寸未甘雨　13 D 大犬戊其古石厂　14 S 木丁西甫一四里　15 A 工戈草头右框七
- 2구 세로첫획　21 H 目上卜止虎头具　22 J 日早两竖与虫依　23 K 口中两川三个竖　24 L 田甲方框四车里　25 M 山由贝骨下框里
- 3구 삐침첫획　31 T 禾竹反文双人立　32 R 白斤气丘叉手提　33 E 月用力豸毛衣臼　34 W 人八登头单人几　35 Q 金夕鸟儿犭边鱼
- 4구 점첫획　41 Y 言文方点谁人去　42 U 立辛六羊病门里　43 I 水族三点鳖头小　44 O 火业广鹿四点米　45 P 之字宝盖补礻衤
- 5구 꺾음첫획　51 N 已类左框心尸羽　52 B 子耳了也乃框皮　53 V 女刀九艮山西倒　54 C 又巴牛厶马失蹄　55 X 幺母贯头弓和匕

신세기판 오필자형
- 1구 가로첫획　11 G 王旁青头五一提　12 F 土士二干十寸雨　13 D 大三肆头古石厂　14 S 木丁西边要无女　15 A 工戈草头右框七
- 2구 세로첫획　21 H 目止具头卜虎皮　22 J 日早两竖与虫依　23 K 口中两川三个竖　24 L 田框四车甲单底　25 M 山由贝骨下框里
- 3구 삐침첫획　31 T 禾竹牛旁卧人立　32 R 白斤气头叉手提　33 E 月舟衣力豕豸臼　34 W 人八登祭风头几　35 Q 金夕犭儿包头鱼
- 4구 점첫획　41 Y 言文方点在四一　42 U 立带两点病门里　43 I 水边一族三点小　44 O 火变三态广二米　45 P 之字宝盖补示衣
- 5구 꺾음첫획　51 N 已类左框心尸羽　52 B 子耳了也乃齿底　53 V 女刀九巡录无水　54 C 又巴甬矣马失蹄　55 X 幺母绞丝弓三匕

### 단일 단어 입력
8개의 키 이름 없는 문자와 성자자근 한자 이외의 한자는, 만약 한글자에 네 개 자근을 가질 수 있다면, 자근을 전부를 입력하며, 4개 미만의 뿌리의 경우에만, 식별 코드를 추가해야한다.

### 말필자형 식별 코드
한글자가 4개의 코드로 나뉘지 않으면, 입력 코드는 다음과 같다. 먼저, 코트를 다 입력후 “识别码(식별 코드)”라고 하는 “말필자형 식별 코드(末笔字型识别码)”를 추가한다. 말필자형 식별 코드는 힌자 말필화 코드와 자형 코드로 구성된다.
말필화 코드는 아래와 같은 글자의 끝 획의 구조를 보고 결정한다.:
- 가로 1
- 세로 2
- 삐침 3
- 점 4
- 꺾음 5

자형 코드는 단어의 구조에 따라 결정된다.:
- 좌우 구조 유형 1
- 상하 구조 유형 2
- 기타 구조 유형 3

이 코드의 최종 조합이 식별 코드이다. 예를 들어 "好(호)"의 끝 획이 “一”이기 때문에, 말필화 코드는 “1”이고, 好가 좌우 구조의 한자이므로 자형 코드는 “1”이므로, “好”의 최종 식별 코드는 “11”로, 대응키는 “G”이다.

### 어휘 입력
- 2글자

첫 문자의 코드 중 앞의 2개를 입력하고 둘째 문자의 코드 중 앞의 2개를 입력한다. 예: “北”（UXN）+“京”（YIU）=“北京”（UXYI）
- 3글자

첫 문자의 코드 중 앞의 1개, 둘째 문자의 코드 중 앞의 1개, 셋째 문자의 코드 중 앞의 2개를 입력한다. 예: “毛”（TFNV）+“泽”（ICFH）+“东”（AII）=“毛泽东”（TIAI）
- 4글자

각 문자의 코드 중 앞 1개씩 입력한다. 예: “六”（UYGY）+“十”（FGH）+“四”（LHNG）+“卦”（FFHY）=“六十四卦”（UFLF）
- 5글자 이상

처음  1,2,3번째 문자와 마지막 문자의 코드 중 앞 1개씩 입력한다. 예: “中”（KHK）+“国”（LGYI）+“共”（AWU）+“产”（UTE）+“党”（IPKQ）=“中国共产党”（KLAI）

### 간단 코드 문자
더 일반적인 문자중 일부는 1,2,3개의 자모로 쓰여질 수 있으며 이를 1,2,3급 약호(一、二、三级简码)라고 부른다.
1급 약호에는 중국어에서 가장 일반적으로 사용되는 문자 25개 (특히 공식 문체)가 포함되어 있다. 가장 일반적으로 사용되는 중국어 문자를 최대한 포괄적으로 배열하기 위해, 1급 약호 중 일부는 전체 코드 중 첫 자리가 아니다.
그러나 모든 2급,3급 약호는 전체 코드의 처음 두 자리 또는 세 자리이다.
86판, 98판, 신세기판의 1급 약호는 아래와 같다.
| 코드 | A  | B  | C  | D  | E  | F  | G  | H  | I  | J  | K  | L  | M  | N  | O  | P  | Q  | R  | S  | T  | U  | V  | W  | X  | Y  |
| ---- | -- | -- | -- | -- | -- | -- | -- | -- | -- | -- | -- | -- | -- | -- | -- | -- | -- | -- | -- | -- | -- | -- | -- | -- | -- |
| 문자 | 工 | 了 | 以 | 在 | 有 | 地 | 一 | 上 | 不 | 是 | 中 | 国 | 同 | 民 | 为 | 这 | 我 | 的 | 要 | 和 | 产 | 发 | 人 | 经 | 主 |

## 특수키

### Z키
오필자형중, 다섯 종류 필획을 가져와서, 각 자근 또는 코드는 처음 두 개의 획만 사용하여 키보드에서 배치하여, 오필자형 한자 인코딩은 5×5=25자의 자모키만 사용한다. 각 글자의 인코딩에는 "Z"가 없다. 나중에 오필수입법 소프트웨어의 대부분이 Z키 조회 기능에 연결되었으며, "만능 키(万能键)"또는 "만능학습 키(万能学习键)"라고도 한다. 초보자는 문자 파자가 확실하지 않을 때, 불확실한 자근 또는 코드 대신 "Z"키를 사용할 수 있다. "Z"키를 사용하여 병음반사오필(拼音反查五笔) 또는 기호 입력 기능을 구현하는 오필 입력 방법도 있다. 초기 DOS 시스템의 Z키는 어느 순서에서나 사용할 수 있었으나, 오늘날의 대부분의 오필수입법에서 Z 키는 첫획에서 불확실한 자근으로 사용할 수 없다. 일부 입력 방법에서 Z를 첫획으로 입력하면 특수 기호 선택 목록이 나타난다.

### L키
대다수가 익히 알고 있는 “Z”키와 다르게, “L”키는 오필 코드에서 많은 사람들이 알지 못하는 여러 가지 특수한 용도가 있다.
단획 문자
코딩 세부방안에는 단획 코드를 "2개의 단획 자모와 2개의 L"을 입력하는 것으로 정해져 있다. (예: 一（GGLL）、丨（HHLL）、丿（TTLL）、丶（YYLL）、乙（NNLL）) 세로획,삐침,파임으로 구성된 단어는 대부분의 사람들이 인식하지 못하기 때문에, “一”자는 1급 약호(G)를 가지며, 乙자는 일반적으로 사용되지 않으므로,(때로는 올바른 코드를 기억하지 못하는 경우, 정식 입력 대신에 다른 입력법으로 사용하는 경우가 있다.) 이 코딩 체계의 세부 사항은 간혹 무시된다.
중복 문제 해결
“劳动(노동)”과 “蔻(구)”의 인코딩은 "APFC"인데, 초기 오필 입력법이 일반 규정에 따라 구문 및 단어의 중복 코드를 지원하지 않기 때문에, 같은 코드 등록시 단어 우선 순위에 근거해야 한다. 그러나 대조적으로, “劳动”은 일반적인 단어이며, “蔻”라는 단어는 거의 홀로 쓰이지 않으며, 일반적으로 “豆蔻(두구)”라는 단어 형태로 나타난다. 그래서, 입력을 용이하게 하고 코드 양을 줄이기 위해, 최종방안에서 “蔻”자의 인코딩을 "APFL"로 강제 설정된다. 그러나 최근에는 오필수입법이 구문과 단어 재인코딩을 지원하며, 일부 입력 체계는 “蔻”자 인코딩을 "APFC"로 변경했다. 비슷한 예로, 이전 버전의 오필에서는 "靥(엽)"자를 "DDDL"로 인코딩하여 키 문자 “大(대)”("DDDD")와의 중복을 피했다.

## 기존 자형에 대한 기준
- 필획“㇀”(파임)은 일반적으로 “丶”(점)으로 취급되며, 필기체 수직 갈고리(亅)도 때로는“一”(가로획)이나“乙”(꺾음)로 대체하기도 한다.
- 「象(상)」자에서, 간체자의 중간부분은 口(구, K)이나, 정체자의 중간부분은 눕혀진 日(일, J)이다.

## 장단점
| 장점 | 단점 |
| --- | --- |
| 오필 코드는 짧고, 입력이 빠르며, 대부분 간단한 코드로 짧은 코드는 간단하다. 한 글자 또는 한 단어가 최대 4개의 코드만 가지므로, 글자를 단순화하는 데 적합하다. | 단일 단어의 반복률은 낮지만, 구문의 반복률은 높기 때문에, 오필은 일반적으로 중복 코드를 방지하기 위해 큰 어휘집을 사용하지 않지만, 어휘집이 너무 작아 타자가 편리하지 않으며, 특히 다양한 지능형 병음 입력 방법이 등장하면서, 오필 입력의 이점이 크게 줄어들었다. 오필은 간체자로 시작 설계되었기 때문에, 이후도 개선되고 있긴 하지만, 86판 및 98판은 정체자로 직접 인코딩 될 수 있지만, 그 효과는 아직 더 최적화되지 않았다. |
| 오필은 한자를 파자하는 능력을 훈련시키는 데 아주 능숙하며, 개인의 문맹 퇴치 능력을 발휘할 수 있다. 예를 들어 “尴尬”이라는 단어에서 “尢”라는 문자를 종종 실수로 “九”로 쓰여지는데, 오필에서는 “尢”자로 따로 분해하여 입력하여 이러한 실수를 바로 잡을 수 있다. 오필수입법은 병음 입력을 사용할 때 단어를 잊어 버리는 문제를 피할 수 있다. | 중복을 줄이기위해, 오필에는 많은 수의 비합리적인 코드가 있다. 이는 한자의 구조와 작성 기준에 맞지 않으므로, 사람들이 문자를 인식하기 어렵고, 비합리적인 코드를 장기간 입력함으로서, 사람들이 한자에 대해 잘못 인식하는 문제로 발생한다. 이러한 이유 때문에, 중화인민공화국 교육부에서는 학교에서 오필수입법 추진을 강요하지 못하고 있다. 예를 들어, “力”、“刀”、“万”、“方”、“乃” 등등의 문자의 마지막 획은 삐침(撇)이나, 86판 오필자형에서는 꺾음(折)으로 되어 있다. “瓦”의 마지막 획은 중간 점(点)이나, 86판 오필자형에서는 꺾음으로 되어 있다. “戈”、“戋”、“我”、“咸”、“成”、“戊”、“戌”、“戎”등등의 문자의 마지막 획은 오른쪽 위의 점이나, 86판 오필자형에서는 뒤에서 두번째 획인 삐침으로 되어있다. 이 외에도 여러 문제가 있다. |
| 오필은 자형을 고려하기 만하면, 읽을 수 없어 입력할 줄 모르는 문자도, 인코딩 규칙에 따라 (또는 원고에 따라) 쉽게 입력 할 수 있다. 많은 중국 방언들의 한자의 발음은 매우 다르지만 자형은 비교적 균일하기 때문에, 병음에 익숙하지 않은 사람들에게, 오필이 우세적이다.                                                                       | 발음만 알고 쓰는 법을 모르는 문자를 입력하는데 적합하지 않다. |
| 화면을 보지 않고 타자를 치는 것이 비교적 쉬우며, 특히 한글자인 경우 더욱 그러하다. 병음은 단어와 어구에 관계없이, 매우 높은 중복률을 가지며, 일부 일반적인 문장에서만 중복률이 낮다.(혹은 첫 번째 선택상에서) (예 : 你好呀，我吃飯了，這是什麽) 고문서와 인명, 생소한 전문 용어에 대해, 오필의 장점이 매우 뚜렷하다.                     | 일반적인 문장을 사용할때, 인공지능이 발달해진 병음 입력기도 화면을 보지 않고 타자를 치는 것이 어느정도 가능하며, 오필과 동등하거나, 혹은 오필보다 더 빨리 빨리 입력될수도 있다. (오필이 어구를 가져오는 ㅘ정의 시간 때문에, 중복코드율은 더 이상 이점이 없으며, 한 문장으로는 단일 문자 모드에서 사용될 수 없다.) |
| 오필을 사용하는 사람들은 병음 사용자보다 타자를 더 정확히 친다. | 입력 정확도는 타자 치는 사람이 세심한지의 여부에 달려 있으며, 병음 입력에도 오탈자가 나오지 않는 경우가 많고, 오필을 사용할 때의 오탈자도 드물지 않다. 예를 들어, 2012년 11월 3일 《강남간보(江南晚报》의 헤드라인에서 “乱揿喇叭被罚不要喊冤”를“乱揿嗽叭被罚不要喊冤”로 오기한 사례가 있다. |
| 어구가 오필자형에 기초하기 때문에 기억하기 어렵지 않다. 실제로 숙달된 후, 타자를 칠때 손가락이 필요한 자근을 자연스럽게 찾아주고, 초보자처럼 글자 하나하나를 칠때 발음을 말하지 않는다. | 오필자형은 자근과 코드를 입력할 때 간략 기호로 쓰고, 86판에는 130개 자근을, 98판에는 245개 자근을 사용하며, 기억량은 병음이나 주음입력보다 많다. 뿐만 아니라, 오필자형의 자근 배열은 불규칙하여, 다른 형태 코드에 크게 미치지 못하여, 기억하기 매우 어렵다. 또 오필자형을 한동안 쓰지 않으면 잊혀져 반복학습이 필요해 부담이 커질수도 있다. |

## 버전 목록
왕융민(王永民)은 1983년 오필자형을 발명한 이래로 86판, 98판, 신세기판의 3가지 코드 체계를 발표했다.

### 86판
86판(86版)은 구형 방식의 오필 체계로, 4.5버전으로도 알려져 있으며, 1986년에 명칭 공개와 함께 출시되었다. 130개의 자근을 사용하여, GB 2312-80 중국어 문자 집합에서 6763개 한자를 처리할 수 있다. 관습적인 문제로 인해, 사용자 수가 가장 많은 인코딩 체계를 가지고 있다.
나중에 왕마(王码)에서는 원래 86판의 일부 무리한 코드를 제거하고, 식별 코드를 표준화하는 것을 포함하여, 원래 86판의 논쟁적인 코드 중 일부를 정식 개선했다. 따라서 원래의 86판과 수정된 86판의 두 가지 버전이 있다. 공식 웹사이트에서 번호 조회한 결과에는 조정된 86판만 나타내지만, 많은 입력기 소프트웨어는 조정되지 않고 여전히 원래의 86판 코드를 계속 사용하고 있다.

### 98판
98판(98版)은 1998년에 내놓은 개선형 방안으로, 그 부호의 과학성이 더욱 강하여 학습과 사용에 더욱 용이하다. 259개의 코드를 사용하여, GBK 한자집중의 간체 한자 21003개를 처리할 수 있다. 그러나 두 버전은 코딩 원칙이 대동소이하다.。

### 신세기판
신세기판(新世纪版)은 2008년 1월 28일에 출시되었으며, 새로 설계된 문자 체계는 권역별 획위치 법칙에 더욱 부합하여, 더욱 과학적이고 쉽게 기록되고 실용적이며, 표준에 따라 한자를 쓰는 사람은 부호 입력이 쉽고, GB 18030-2000 한자집중의 번체 한자 27533개를 처리할 수 있다.

### 버전 사용 현황
설계자는 86판의 자근 설정이 98판과 신세기판에 비해 과학적이지 않다는 의견이 많다. 그러나 86판이 먼저 발매되었고, 98판 및 신세기판 오필자형 코딩의 특허가 여전히 왕마 회사의 손에 달려 있기 때문에, 왕마의 승인없이 다른 회사가 오필자형수입법을 개발하고 배포하는 것을 막았기 때문에, 86판 오필자형 인코딩 및 관련 소프트웨어의 사용자 및 입력기는 98판 및 신세기판보다 많다.
1. 학습의 관점에서 볼 때, 설계자를 비롯한 일부 사람들은 오필의 3가지 버전과 비교할 때, 많은 획수를 가진 문자 상당수가 자근이 제대로 갖추어지지 않아 파자가 어려운 86버전이 배우기가 더 어렵다고 간주한다. 일부 사람들은 86판이 먼저 발표되었기 때문에, 많은 사람들이 86판의 자근 배치를 터득하여, 98판 또는 신세기판의 오필 배열을 받아들이기 어렵하고 생각하는 사람들이 있다.
2. 중복 코드의 문제는 항상 한자 입력 방법에 문제가 되는데, 5필자형 역시 동일하게 중복 코드가 존재한다. 세 버전의 중복 코드는 크게 차이가 없으며, 신세기판 오필의 중복 코드 빈도는 크게 줄었다.
3. 자형의 관점에서 볼 때, 86판 단어중 대부분은 간화자 자형으로 시작하지 않고, 구자체 코드로 인해, 많은 단어가 규칙에 따라 입력되지 않아 특별한 경우를 형성한다. 이러한 종류의 상황에서 개선된 98판은, 이러한 단어를 입력 할 때 왼쪽과 오른쪽, 위아래, 바깥 및 안쪽 등 다른 요소를 올바르게 구별 할 수 있지만, 근본적으로 이 문제를 해결하지는 못했다.
4. 꺾음(折) 부분은 오른쪽 방향에 기초하기 때문에, 어렵거나 익숙치 않은 문제가 되고 있다.
5. 86판은 중복 코드 문자에 대해 너무 신경 써서, 모양이 유사한 문자(예:日(일)과 曰(왈)，未(미)와 末(말))에 규칙을 부여하였으나, 구문을 추가 한 후에도 중복 코드는 여전히 불가피하다.(尤(우), 万(만), 尢(우)) 98버전에서는 문자의 자근을 수정한 이후로 이런 상황이 덜 일반적이다.
6. 86버전은 간화자로만 설계되었고, 현재 번체자의 오필입력을 지원하는 입력기는 몇 가지 밖에 없으며, 번체자 입력은 매우 적은 자근들로 나누기가 매우 어려워, 한 단어를 입력시 대부분은 번체로 직접 인코딩될 수 있으나, 구문을 사용할 때 간체자 코드 사용을 필요로 할 경우, 이 입력법은 자동으로 해당 번체로 전환된다. 98판 및 신세기판은 업데이트 중에 일부 과다한 양을 분해하고, 자근과 코드를 통합하여, 번체자를 보다 쉽게 지원할 수 있다.

## 입력 소프트웨어

### 왕마 오필 입력 소프트웨어
- 일부 사용자가 더 많은 한자를 입력해야 하여, 98판에 적응하지 못했기 때문에, 왕마 오필형 18030이 도입되었다. 기본적으로 86판 코드를 사용하고, 중국 표준 GB 18030-2000 단어 집합의 한자를 처리할 수 있으며, 이 단어 집합은 27,533자의 한자를 처리할 수 있다.
- 왕마 오필자형수입법 소프트웨어는 현재 공식적인 오필자형수입법 소프트웨어로, 설치 패키지는 86, 98 및 신세기의 세 버전을 기본값으로 한다.

### 기타 오필 입력 소프트웨어
오필 등장 이후, 다양한 형태의 오필수입법도 나왔다. 86판 코드 특허는 공개되어 있기 때문에 대부분 86판 인코딩 방법을 사용하지만, 98판 또는 신세기판 인코딩을 사용하는 사용자도 있다. 이들은 조어를 만드는 기능을 향상시키고, 또한 특정 사용자 기반을 확보했다. 이중 일부는 오필 코드를 기반으로 한 입력 플랫폼이다. 이들은 오필 방식 입력 뿐만 아니라, 다른 코딩 입력 방법을 제공하기 위해 사용자의 필요에 따라 다른 인코딩을 설치할 수도 있다.

## 같이 보기
- 정마수입법
- 이필수입법
- 창힐수입법